# Europski kup prvaka u futsalu
Europski kup prvaka u futsalu (engl. Futsal Champions Clubs Tournament) je bilo klupsko europsko natjecanje u malom nogometu po futsal pravilima koje se održavalo između 1984. i 2001. godine, kada ga je naslijedio UEFA Futsal Cup. Igrao se kao turnir četiri ili šest klubova, uglavnom prvaka najjačih europskih liga.

## Pobjednici i finalisti
| sezona      | pobjednik                            | drugoplasirani                        |
| ----------- | ------------------------------------ | ------------------------------------- |
| 1984./85.   | ZVC Hoboken                          | Kras Boys Volendam                    |
| 1985./86.   | Drei Keuninge (Maastricht)           | ZVK Hasselt                           |
| 1986./87.   | Naestved IF                          | ZVK Hasselt                           |
| 1987./88.   | Ford Genk                            | Kras Boys Volendam                    |
| 1988./89.   | Uspinjača (Zagreb)                   | Kutina                                |
| 1989./90.   | Roma RCB (Rim)                       | La Garriga Isolar                     |
| 1990./91.   | Interviu Lloyd's (Alcalá de Henares) | AR Freixieiro (Matosinhos)            |
| 1991./92.   | nije igrano                          | nije igrano                           |
| 1992./93.   | nije igrano                          | nije igrano                           |
| 1993./94.   | Marsanz Torrejón (Torrejón de Ardoz) | Uspinjača (Zagreb)                    |
| 1994./95.   | Dina Moskva                          | Maspalomas Sol de Europa (Las Palmas) |
| 1995./96.   | Gruppo Sportivo BNL (Rim)            | Pinturas Lepanto Zaragoza             |
| 1996./97.   | Dina Moskva                          | Gruppo Sportivo BNL (Rim)             |
| 1997./98.   | CLM Talavera (Talavera de la Reina)  | Dina Moskva                           |
| 1998./99.   | Dina Moskva                          | Lazio Rim                             |
| 1999./2000. | Caja Segovia                         | Gruppo Sportivo BNL (Rim)             |
| 2000./01.   | Playas de Castellón                  | Dina Moskva                           |

## Unutrašnje poveznice
- UEFA Futsal Cup
- Interkontinentalni kup (futsal)
- Europski kup pobjednika kupova u futsalu

## Vanjske poveznice
- rsssf.com, arhiva Kupa prvaka
- (šp.) bancoderesultados.jmalmenzar.com, Campeonato Europeo de Clubs de Fútbol Sala